# Maschinengewehr vz. 59
Das vz. 59 (Univerzální Kulomet vzor 59, auf Deutsch: Universal-Maschinengewehr Modell 59) ist das Standard-Maschinengewehr der tschechischen sowie der slowakischen Armee. Es wurde in den 1950er-Jahren für die Tschechoslowakische Volksarmee entwickelt.

## Technik
Das vz. 59 ist ein zuschießender Gasdrucklader mit Kippblockverschluss im Kaliber 7,62 × 54 mm R. Ungeachtet der Verwendung von Randmunition werden die Patronen aus dem Munitionsgurt nach vorn direkt ins Patronenlager geschoben. Während dazu für die originale 7,62×54-mm-R-Patrone ein proprietärer Dauergurt mit oben offenen Taschen verwendet wird, ist die Exportvariante im Kaliber 7,62 × 51 mm NATO für die Verwendung von STANAG-Zerfallgurten eingerichtet. 
Das vz. 59 kann sowohl als leichtes MG mit Zweibein als auch als schweres MG auf Dreibeinlafette eingesetzt werden.
Für den Einsatz als lMG ist ein kürzerer und leichterer Wechsellauf vorgesehen. Das höhenverstellbare Zweibein ist fest am Lauf befestigt und kann an diesen angeklappt werden. Der Kolben ist mit einer anklappbaren Schulterauflage versehen. Die praktische Feuergeschwindigkeit in dieser Konfiguration beträgt 120 S/min. 
Beim Einsatz in der sMG-Rolle wird ein längerer und schwerer Lauf verwendet. Die praktische Feuergeschwindigkeit beträgt hier 250 S/min, da der Lauf erst nach 2 min Dauerfeuer gewechselt werden muss.
Sowohl der leichte wie auch der schwere Lauf sind mit einer trichterförmigen Mündungsfeuerbremse versehen und gegeneinander austauschbar. Der Laufwechsel dauert nur wenige Sekunden. Im Gegensatz zum Vorgängermodell vz. 52 wurde auf die Munitionszufuhr durch Magazine ganz verzichtet. Die Waffe hat keinen gewöhnlichen Spanngriff; geladen wird vielmehr durch das Vor- und Zurückschieben des beweglich gelagerten Pistolengriffs. Der Tragegriff dient gleichzeitig als Regler für den Gasdruck.
Die Waffe kann mit einem Zielfernrohr und einem Nachtsichtgerät ausgerüstet werden.

## Varianten
- vz. 59 L: leichtes MG, durch Laufwechsel konvertierbar in sMG
- vz. 59 T: koaxiales Turm-MG an gepanzerten Fahrzeugen mit Kabelauslösung
- vz. 59 N: Export-Version im 7,62-mm-NATO-Kaliber, auch als vz. 68 oder UK 68 geführt

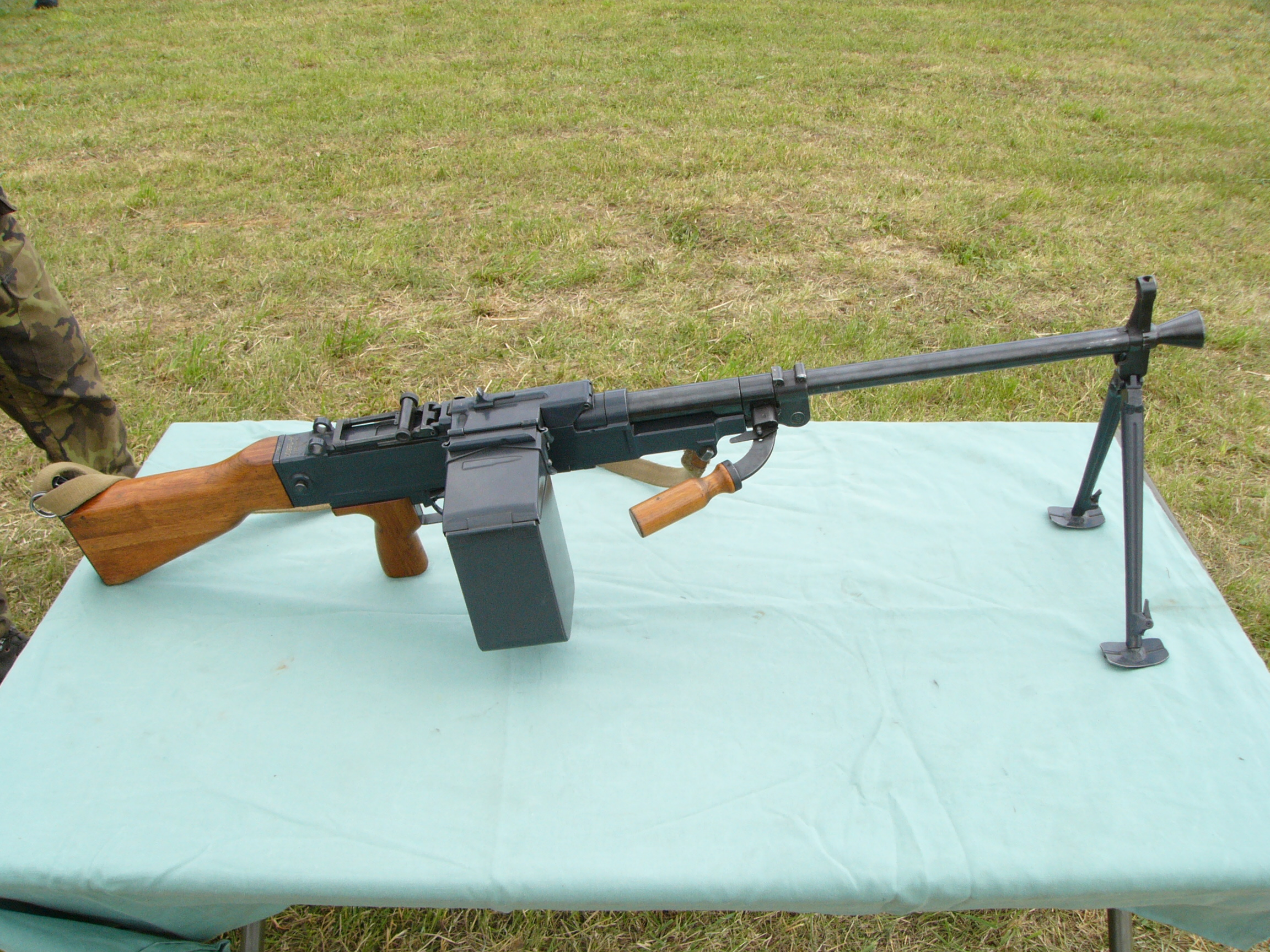
vz. 59L
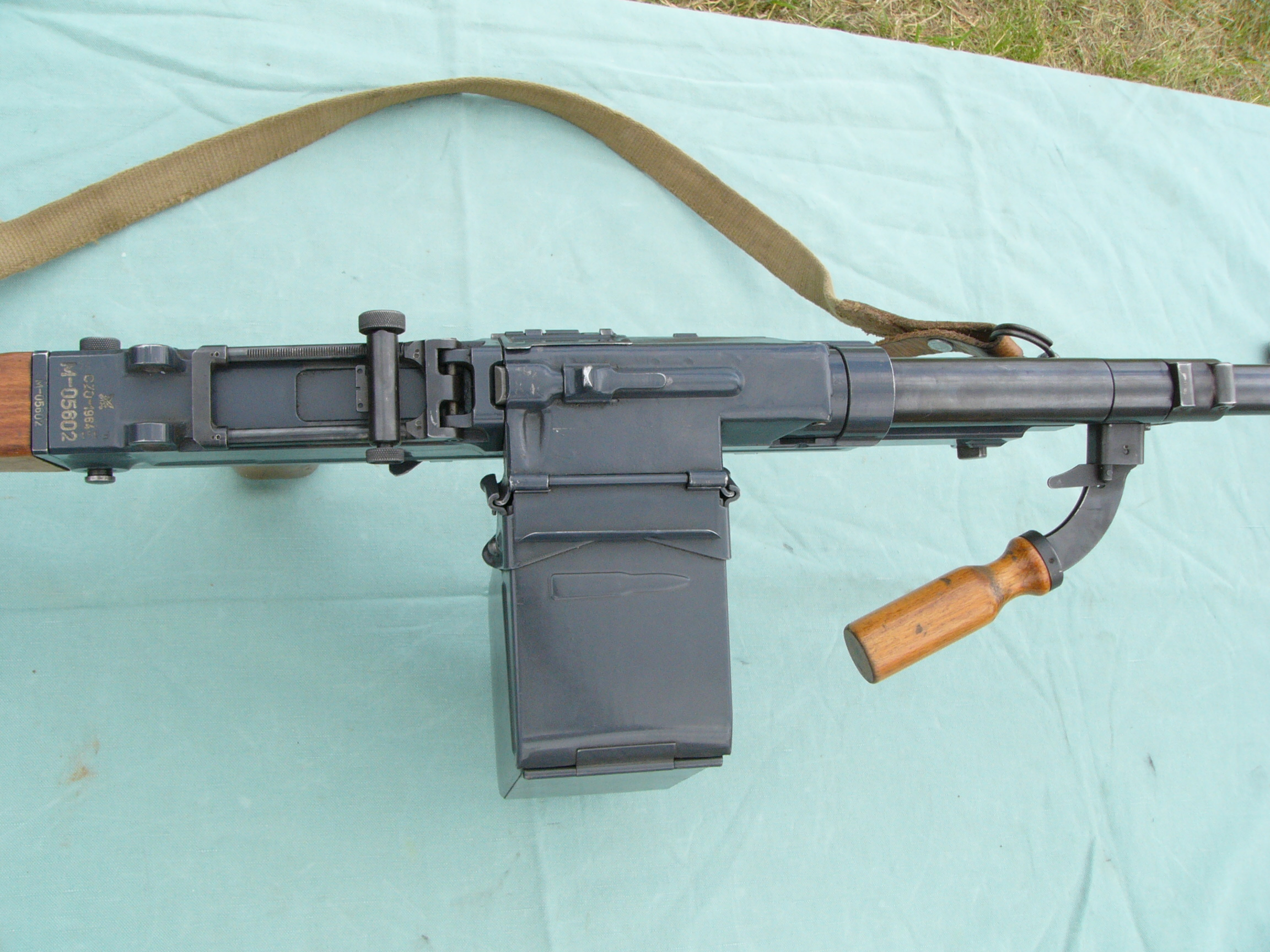
vz. 59L